# Smedley Darlington Butler
Smedley Darlington Butler, ameriški marinski general, * 30. julij 1881, † 21. junij 1940.
Butler je v svoji 34-letni vojaški karieri sodeloval v bojih od Srednje Amerike do Kitajske, pri čemer je postal eden od 19 ljudi, ki so bili dvakrat odlikovani z medaljo časti, eden od treh ljudi, ki so prejeli medaljo časti in brevetno medaljo ter edini, ki je prejel tako brevetno medaljo in dve medalji časti (vse za različne akcije). V času smrti je bil s 16 medaljami najbolj odlikovani pripadnik Korpusa mornariške pehote ZDA.
Odlikoval se je tudi kot Direktor javne varnosti v Filadelfiji; v tem času je reorganiziral mestno policijo in povečal pritisk na kriminalce v mestu. Po upokojitvi pa je postal kritik ameriške vojaške intervenistične politike ter vojaško-industrijskega kompleksa ter velik zagovornik za pravice veteranov.